# Punch (Distrikt, Pakistan)
Poonch oder Punch (Urdu ضلع پونچھ) ist einer von acht Distrikten in Asad Kaschmir, Pakistan. Der Distrikt grenzt an den indischen Distrikt Punch, von dem er 1948 abgetrennt wurde. Der Verwaltungssitz des Distrikts ist Rawalakot.

## Geschichte
Vom Ende des 7. Jahrhunderts bis 1837 wurde Punch von den Rajas von Loran regiert. Dann kam es unter die Herrschaft von Raja Faiztalab Khan aus Rajuri, der es von der Regierung Punjabs erhielt. 1848 kam es unter die Herrschaft von Maharaja Gulab Singh. Bis zu diesem Zeitpunkt galt es als Distrikt von Lahore. Gulab Singh unterstellte Chibal, Punch und andere Gebiete Jawaharr Singh und Moiti Singh.  Der Herrscher von Punch durfte aber keine Verwaltungsmaßnahmen ohne das Einverständnis des Herrschers von Kaschmir vornehmen. Der Raja von Punch musste dem Maharaja von Kaschmir ein Pferd mit goldenem Geschirr präsentieren.
Im Ersten Kaschmirkrieg wurde Punch 1948 geteilt.

## Gliederung
Der Distrikt teilt sich in vier Tehsile:
- Abbaspur Tehsil
- Hajira Tehsil
- Rawalakot Tehsil
- Thorar Tehsil

## Verkehr
Ein Bus verbindet Punch mit Rawalakot über die Line of Control.

## Galerie

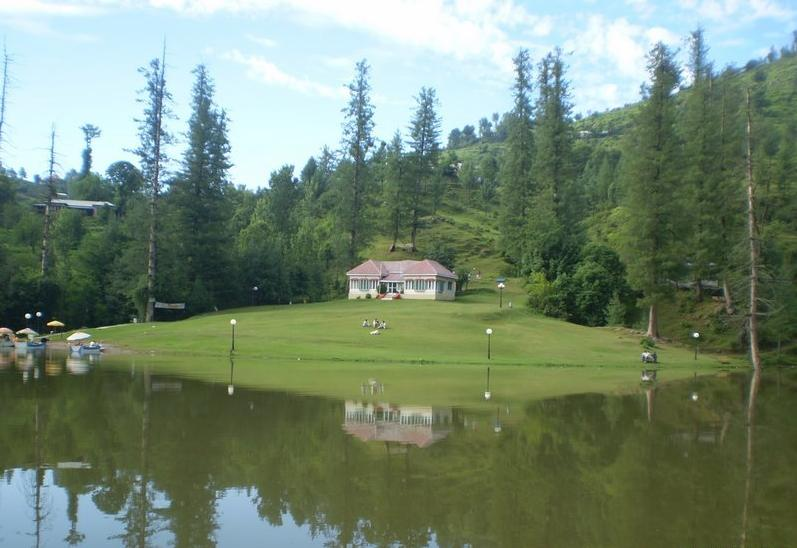
Banjosa Rest House, Rawalakot
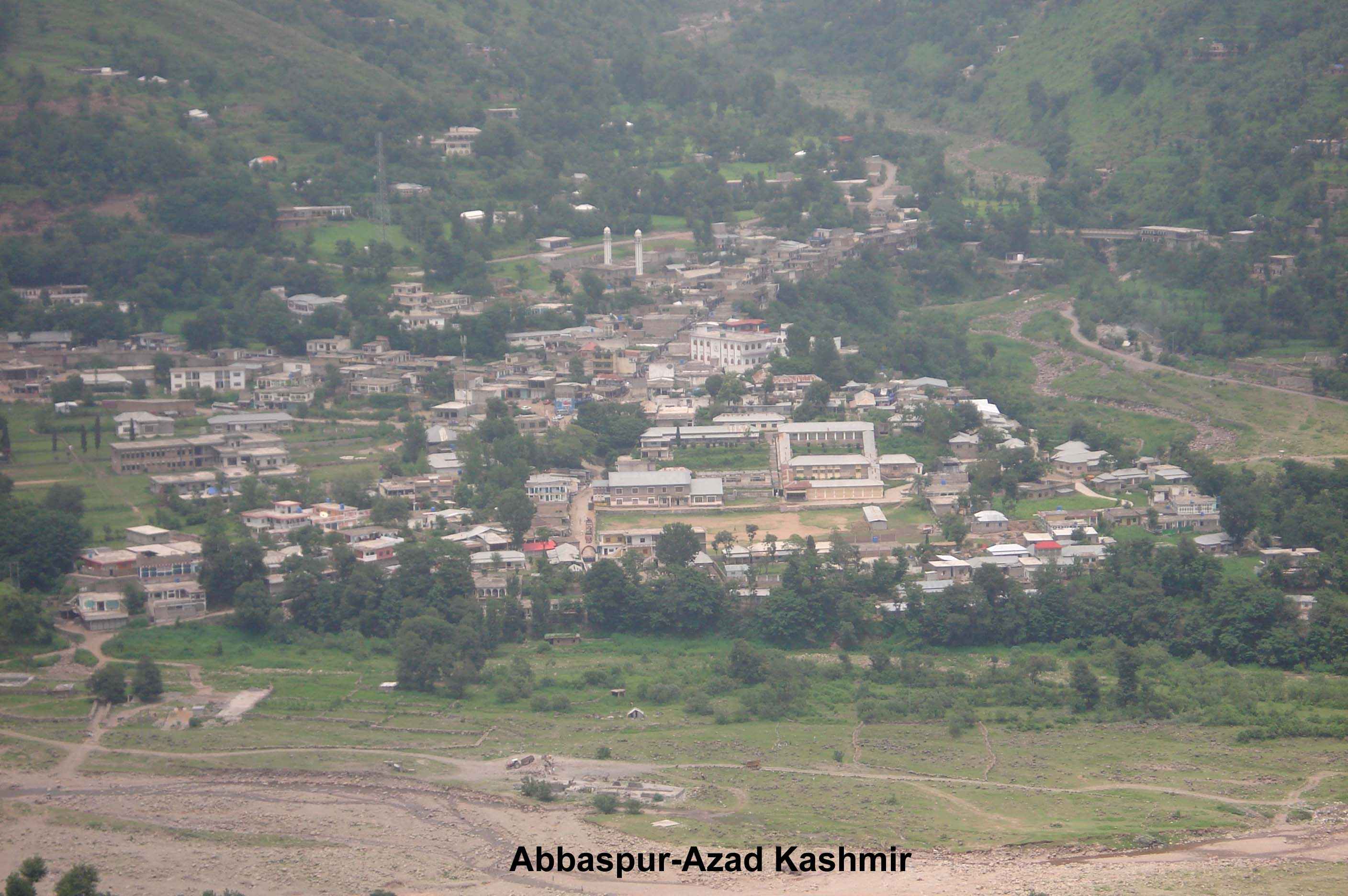
Abbaspur – eine kleine Stadt im Distrikt
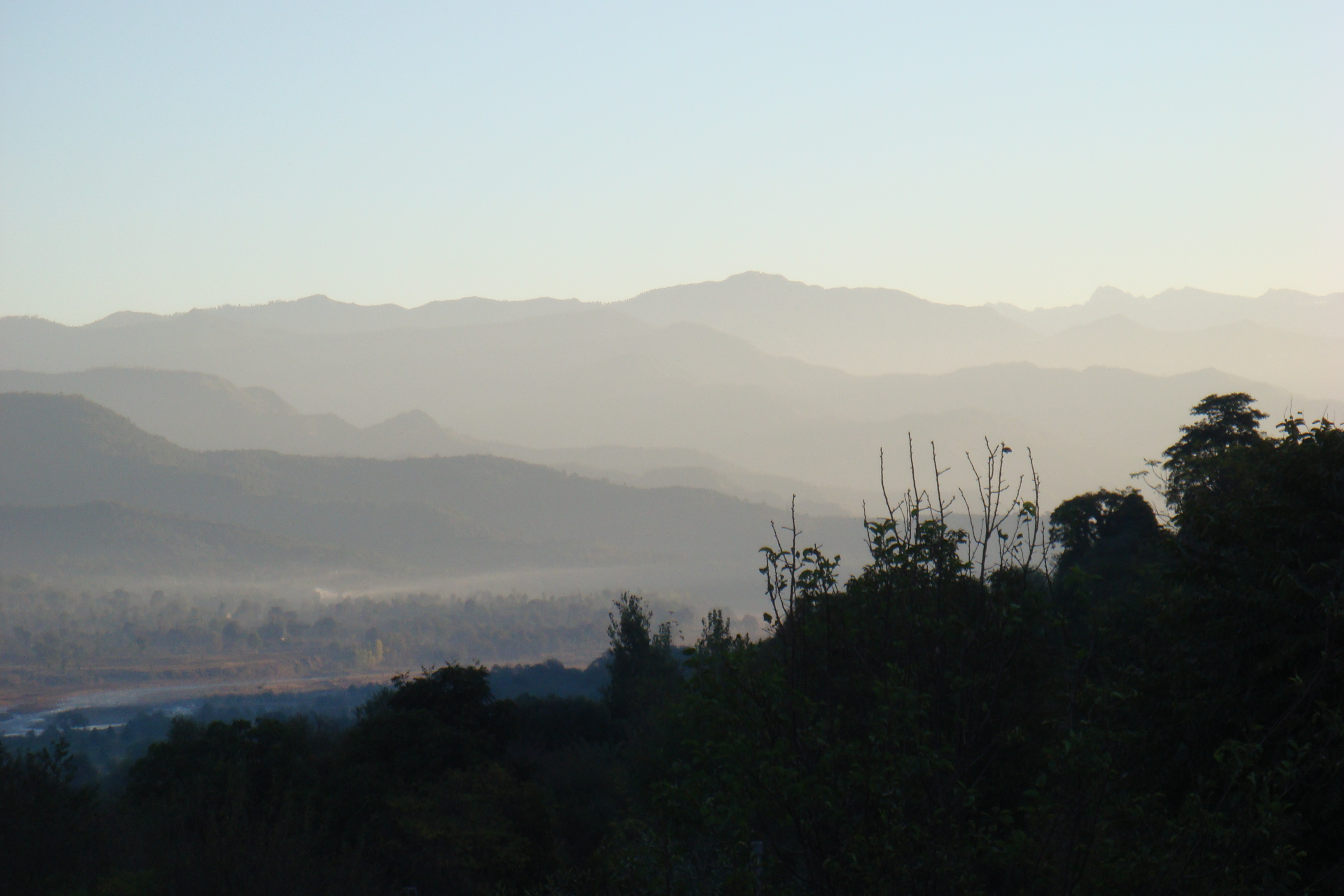
Sonnenaufgang über Mehndla
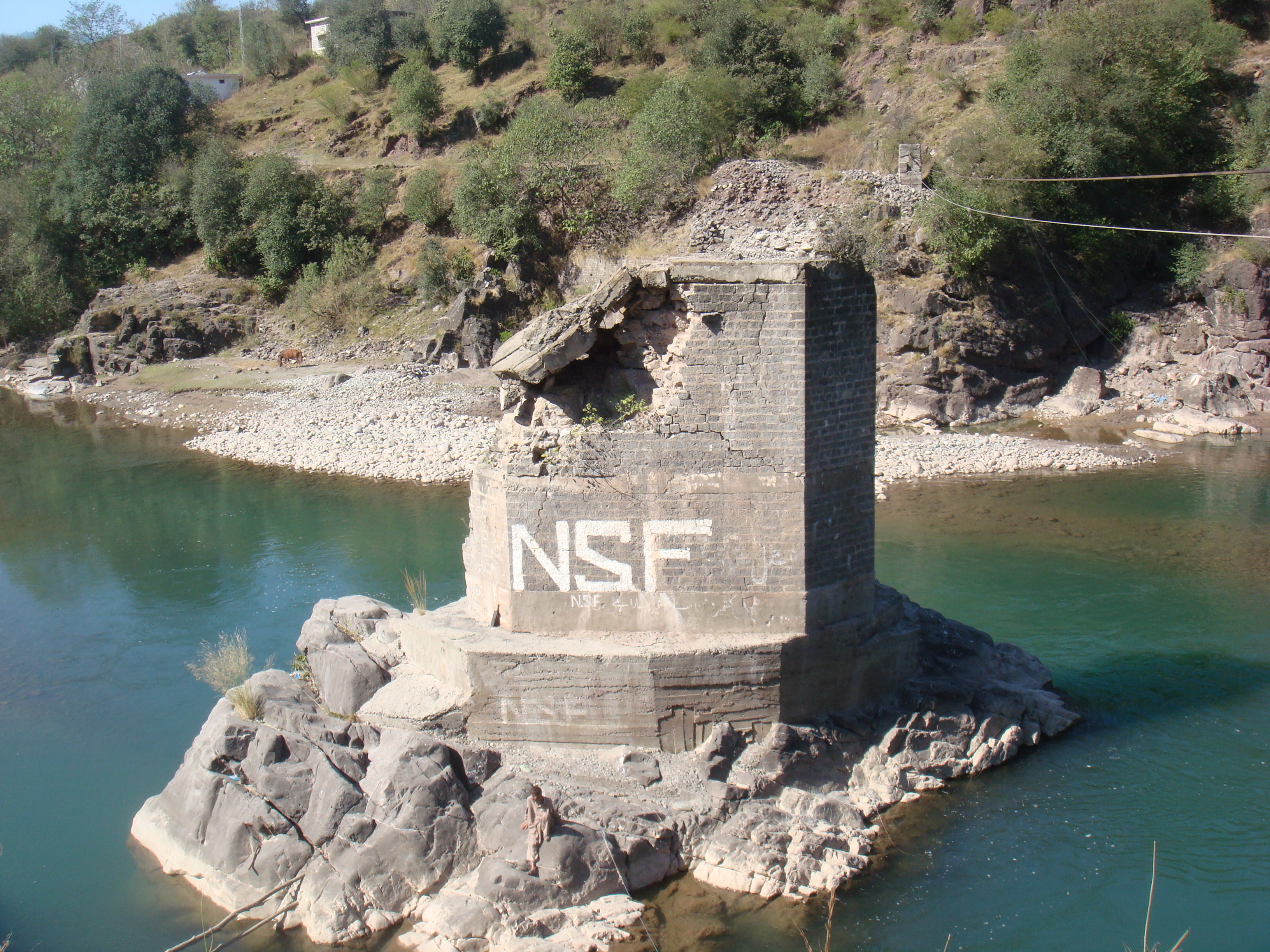
Die zerstörte Brücke zwischen Madapur und Mehndla an der LOC